# Oceans Seven
Oceans Seven (ou Sete Mares) é um desafio de natação de águas abertas que consiste em sete travessias de longa distância em estreitos e canais. Foi estabelecido em 2008 como o equivalente em natação de longa distância ao famoso desafio dos Sete Cumes de montanhismo. Inclui as travessias do Canal do Norte, do Estreito de Cook, do Canal Kaʻiwi ou Molokaʻi, do Canal da Mancha, do Canal Catalina, do Estreito de Tsugaru e do Estreito de Gibraltar.
A LongSwims Database regista uma lista de nadadores que completaram o desafio:

## Distâncias
As distâncias e locais destas travessias são:
| Travessia               | Distância (km) | Local                                            |
| ----------------------- | -------------- | ------------------------------------------------ |
| Canal do Norte          | 33,7           | Entre Irlanda e Escócia                          |
| Estreito de Cook        | 26,0           | Entre a Ilha Norte e a Ilha Sul da Nova Zelândia |
| Canal Kaʻiwi ou Molokai | 41,8           | Entre as ilhas de O’Ahu e Molokai no Havai       |
| Canal da Mancha         | 34,0           | Entre Inglaterra e França                        |
| Canal de Catalina       | 33,7           | Entre a Califórnia e a Ilha de Santa Catalina    |
| Estreito de Tsugaru     | 19,5           | Entre as ilhas de Honshu e Hokkaidō, no Japão    |
| Estreito de Gibraltar   | 14,4           | Entre Espanha e Marrocos                         |